# Viadukt Pulvermühle
Der Viadukt Pulvermühle (luxemburgisch Biisser Bréck, französisch Viaduc de Pulvermühle) ist eine Eisenbahnbrücke in Nord-Süd-Richtung inmitten der Stadt Luxemburg. Sie beginnt unmittelbar nördlich des Tunnels, der direkt an den nördlichen Abschluss des Luxemburger Hauptbahnhofes anschließt. Sie überbrückt den wichtigsten Fluss innerhalb Luxemburgs, die Alzette, und trägt die beiden nördlich und östlich führenden Strecken, nämlich der Bahnstrecke Luxemburg–Troisvierges in Richtung Lüttich sowie die Bahnstrecke Luxemburg–Wasserbillig in Richtung Trier. Unmittelbar hinter dem aus dreizehn Rundbögen gemauerten Viadukt trennen sich die beiden Strecken; bereits auf der Brücke befinden sich die beiden dazugehörigen Weichen.

## Alte Brücke
Das Bauwerk hat eine Länge von 242 Metern und ist bis zu 37 Meter hoch. Es wurde zusammen mit der Strecke im Jahr 1862 eingeweiht und ist seit 1959 elektrifiziert. Die Konstruktion beruht – wie auch die der anderen beiden Viadukte in der Stadt Luxemburg – auf Planungen der Waring Brothers Company.

## Brückenerweiterung
Von 2009 bis 2017 wurde eine zweite zweigleisige Brücke westlich der alten Brücke gebaut, sodass nun beide Strecken mit jeweils zwei Gleisen bis in den Bahnhof Luxembourg geführt werden und der dortige Engpass beseitigt wird. Die Stahlbrückenkonstruktion mit obenliegendem Fahrweg, die auf gemauerten Säulen ruht, ist der Bogenweite der alten Brücke angepasst. Der Architekt ist Aurelio Galfetti, der Entwurf stammt von Leonhardt, Andrä und Partner. Der Auftraggeber ist die Chemins de Fer Luxembourgeois (CFL).